# Pseudagrion approximatum
Pseudagrion approximatum är en trollsländeart som beskrevs av Schmidt 1951. Pseudagrion approximatum ingår i släktet Pseudagrion och familjen dammflicksländor. Inga underarter finns listade i Catalogue of Life.